# Северноамерикански Кордилери
Северноамериканските Кордилери (САК) е част от планинската система на Кордилерите, заемащи западната част на Северна Америка и простираща се на териториите на САЩ, в т.ч. Аляска, Канада и Мексико. Общата им дължина е над 7000 km и се простират от 19° до 69° с.ш. Ширината им в Аляска достига 1100 – 1200 km, в Канада – до 800 km, на територията на САЩ – около 1600 km, в Мексико – до 1000 km. За южна граница на САК служи тектонската депресия на долината на река Балсас, разделяща Северна от Централна Америка.

## Орография
В планинската система на САК отчетливо се открояват три обособени надлъжни пояса (вериги) – източен, вътрешен и западен.

### Източен пояс
Източният пояс, или пояса на Скалистите планини е представен от верига от високи масивни хребети, в по-голямата си част служещи за вододел между водосборните басейни на тихия океан и басейните на Мексиканския залив и Северния Ледовит океан. На изток поясът рязко се спуска към предпланинските плата (Арктическо, Велики равнини). На запад, на места Скалистите планини са ограничени от дълбоки тектонски депресии (т.н. „Ров на Скалистите планини“) или долини на големи реки (Рио Гранде), а на други места постепенно преминават в планински масиви и плата. В Аляска към пояса на Скалистите планини се отнася планината Брукс, а в Канада – планините Ричардсън и Маккензи, ограничени от север и юг от долините на реките Пийл и Лиард. На юг, на териториите на Канада и САЩ, до 32° с.ш., се простират същинските Скалисти планини. Между 45° с.ш. и 32° с.ш. те достигат максимална ширина и са представени от изолирани, високи над 4000 m, но къси хребети и масиви, разделени от обширни платообразни участъци (т.н. „паркове“). По-важните масиви са: Саватч (4399 m), Сан Хуан (4360 m), (Преден (4345 m), Юинта (4123 m). На участъка между 32° и 26° с.ш., Скалистите планини са прорязани от долината на река Рио Гранде и в този участък източният пояс не е изразен четливо на терена. Планинските хребети са разделени помежду си от платообразни участъци и т.н. „планински басейни“, които на запад се сливат с болсоните на Мексиканската планинска земя, а на изток преминават в платото Едуардс в Тексас. Най-южният участък от източния пояс образува планината Източна Сиера Мадре (4054 m) в Мексико.

### Вътрешен пояс
Вътрешният пояс на САК, наречен още пояс на вътрешните плата и планински земи е заключен между източния пояс на Скалистите планини и поясът на тихоокеанските хребети на запад. Във вътрешната част на Аляска към него се отнасят обширни тектонски падини, заети от речни долини и редуващи се плосковърхи планински масиви с височина до 1500 – 1700 m – планините Килбак (1828 m), Кускокуим (1291 m), Рей. В Канада се открояват многочислени високи плата – Юкон, Стикин, Фрейзър (до 2400 m), планински масиви и хребети – Касиар-Оминека (2590 m), Колумбийски планини (3581 m). В САЩ и Мексико вътрешният пояс е представен от високопланински масиви в области с развити батолити в щата Айдахо (височина до 3857 m), вулканичните плата Снейк и Колумбийско (със средни височини до 1000 m), платото на Големия Басейн и североизточната част на Мексико, а също пластово-стъпаловидното плато Колорадо и Мексиканската планинска земя.

### Западен пояс
Западният пояс се състои от 3 части: пояс на тихоокеанските хребети, пояс на междупланинските надлъжни депресии и поясът на бреговите вериги.
Поясът на тихоокеанските хребети, заграждащ от запад вътрешната област на САК, включва най-високите хребети на планинската система, в т.ч. Аляскинския хребет с най-високата точка на целия континент – връх Денали (Маккинли) 6190 m, веригата от вулканичните Алеутски острови, Алеутския хребет (вулкана Илиамна, 3075 m), високопланинския възлов масив Свети Илия (вр. Логан, 6050 m), силно разчленените Крайбрежни хребети (вр. Уодингтън, 4042 m), образуващ по цялото си протежение характерното фиордово крайбрежие. На територията на САЩ и Мексико към този пояс се отнасят Каскадните планини със серия от върхове-вулкани (вулкана Рейнир, 4392 m), планината Сиера Невада (вр. Уитни, 4418 m), хребетите на полуостров Калифорния (до 3078 m) и отделените от вътрешния пояс падина на Калифорнийския залив и Напречната Вулканична Сиера с вулканите Орисаба (5700 m), Попокатепетъл (5452 m), Невадо де Колима (4265 m).
Междупланинските надлъжни депресии са представени като морски заливи и протоци залива (залива Кук, протоците Шелихов, [[Джорджия (проток)|Джорджия, залива Себастиан Вискайно), така и серия от низини и плата (низината Суситна, платото на река Копър, долината Уиллламет, Голямата Калифорнийска долина).
Поясът на бреговите вериги, заграждащи западния край на континента е най-раздробената част на планинските съоръжения в САК. Той е представен от ниски и средновисоките (Брегови хребети в САЩ, Сиера Вискайно на полуостров Калифорния) и серия от планински крайбрежни острови (островите Кодиак, Кралица Шарлота, Ванкувър, архипелага Александър). Най-голяма височина този пояс достига в южната част на Аляска, в Чугач (вр. Маркъс-Бейкър, 4016 m).

## Геоложки строеж, полезни изкопаеми
Североамериканските Кордилери са образувани от различни тектонски елементи. В южните части на САЩ в техните предели влиза издигнатата от нови епейрогенни движения западна част на докамбрийската Североамериканска платформа (платото Колорадо и източните хребети на Скалистите планини), където нагънатия фундамент (абсолютна възраст около 2,4 млрд. години) е препокрит с палеозойски и мезозойски хоризонтален чехъл. Западно се простират мио- и евгеосинклинални мезоидни пропадания – Сиера Невада и Скалистите планини (невадиди). В Канада мезоидите са отделени от платформата с Предкордилерското краево пропадане, запълнено с карбонатни и соленоносни формации от средния палеозой и юрски и долнокредни моласи, а в Аляска – от древния Юконски масив и дълбочинния разлом Тинтин. Подобни разломи отделят мезоидите на Мексико от докамбрийския Централноамерикански масив. Заложението на геосинклиналните невадидски пропадания е станало през късния докамбрий и натрупването на седименти в тях продължило до края на юрата. На изток в невадийския пояс са се формирали палеозойски карбонатни и мезозойски теригенни слоеве в миогеосинклиналите с мощност до 10 km. Евгеосинклиналата е изградена от вулканогенни и вулканогенно-седиментни пластове с мощност около 15 km. През късната юра мезоидите в Канада и САЩ са подложени на нагъване, а през долната креда в тях са се внедрили гронитоиди. В пределите на Западна Сиера Мадре и Калифорнийския полуостров нагъвателните и орогенните процеси са станали през късната креда и палеоцена (ларамиди), а внедряването в тях на гранитоиди става през късната креда и олигоцена. Западно от мезоидите на полуостров Аляска и в Бреговите планини в Калифорния и Орегон, а също и на юг в Централна Америка се простира кайнозойската геосинклинална система. Тя е изградена от мощни (до 25 km) слоеве от вулканогенни и седиментни скали от горната юра, кредата и кайнозоя. Тези райони се характеризират с вулканизъм, висока сеизмичност и интензивни съвременни тектонски движения. В северната част на Тихия океан геосинклиналните структури включват Алеутската, а на юг – Централноамериканската дълбоководни падини. С развитието на геосинклиналите е свързано образуването на дълбоката депресия на Калифорнийския залив.
В Предкордилерското краево пропадане (в Канада) и в младите падини (в Аляска, Калифорния) има находища на нефт, в мезоидите на Скалистите планини, Сиера Невада и Сиера Мадре – злато, волфрам, мед, молибден и полиметални руди, а в кайнозойските структури на Бреговите планини – живак, въглища и др.

## Релеф
За източния пояс са характерни както големи сводови масиви, разчленени от речни долини (хребета Брукс, планините Маккензи, Скалистите планини на Канада и Източни Сиера Мадре), така и къси антиклинални хребети, образували се в областите на краевите платформени структури (Скалистите планини на САЩ). В релефа на вътрешния пояс се открояват високите плата (Юкон, Стикин и др.), представляващи съчетание от големи плосковърхови масиви и широки котловини, пресечени от речни долини; лавови плата (Фрейзър, Колумбийско, Мексиканско), дълбоко прорязани от речни каньони; полупогребани планински земи (Голям Басейн), имащи нагъната основа и излизащи на повърхността във вид на къси многочислени гребени, обкръжени от обширни понижения, а също и дълбоко разчленени плата (Колорадо и др.), явяващи се участъци от платформени структури, въвлечени в планинския пояс на Кордилерите. За пояса на тихоокеанските хребети са типични големите антиклинални хребети с изходи на интрузивни скали в техните осови части (Аляскински хребет). Близки към този тип са масивните и със значителна дължина хребети-батолити (Сиера Невада, Брегови хребет). Друг тип са вулканичните хребети, имащи нагънат цокъл, усложнен от серия от насадени върху него вулкани, в т.ч. и действащи. В пояса на надлъжните депресии широко развитие са получили акумулативните низини (Голямата Калифорнийска долина). За пояса на бреговите вериги най-характерни са ниските, слабо разчленени хребети, формиращи праволинейността на брега.
В северните части на САК (на север от 40 – 49° с.ш.) широко разпространение имат както древните ледникови форми (трогови долини, кари, вериги от крайни морени, льосови, зандрови и езерни равнини), така и съвременните нивални форми на релефа (куруми, планински тераси и др.), привързани към най-високите нива на планините (Аляски хребет, Скалисти планини). В областите, които не са били заледявани (вътрешна Аляска) широко са представени термокарстовите и полигоналните форми на релефа, свързани с разпространението на различните видове скали и грунтовите води. В останалите части на САК преобладават водно-ерозионните форми: долинни разширения в най-влажните райони (Канадските Кордилери), столови форми и каньони – в сухите райони (платата Колорадо, Колумбийско). За пустинните райони (Голям Басейн), мексиканска планинска земя) са характерни денудаионните и еоловите форми на релефа.

## Климат
Северната част на САК се намира в арктичния (хребета Брукс) и субарктичния (голяма част от Аляска) пояси, териториите на юг, до 40° с.ш. – в умерения пояс, на юг – в субтропичния, а полуостров Калифорния и Мексиканската планинска земя – в тропичния пояс. На склоновете, обърнати към Тихия океан, климатът е предимно мек, океански (на ширината на град Сан Франциско – средиземноморски), а във вътрешните райони – континентален. На платото Юкон средната януарска температура е около -30°С, а средната юлска 15°С. В Големия Басейн през зимата се наблюдават отрицателни температури до -17°С, а през лятото температурата често превишава 40°С (абсолютен максимум 57°С). През юли най-високите средни температури се наблюдават в междупланинските долини на юг (32°С в долното течение на река Колорадо), а най-ниските – във високите части на Южна Аляска (8°С в Чугачките планини и масива Свети Илия). Овлажняването е крайно неравномерно. В умерения пояс най-добре е овлажнен крайния запад, а в тропичния – крайния изток. Най-малко количество валежи получават вътрешните плата. По южните хребети на Аляска годишната сума на валежите достига 3000 – 4000 mm/m², по крайбрежието на Британска Колумбия – до 2500 mm/m², а във вътрешните плата на САЩ тя се снижава до 400 – 200 mm/m². В пустинята Мохаве годишната сума на валежите е едва 50 mm/m². В югоизточните части на Мексиканската планинска земя сумата на валежите нараства до 2000 mm/m². Най-голяма дебелина на снежната покривка (до 1,5 m и повече) се наблюдава в Южна Аляска (Чугачките планини, Свети Илия, Врангел), а също и по канадския Брегови хребет и в Колумбийските планини на Канада.

## Ледници
Големите различия в географската ширина и височинното положение на САК, а също и рязката разлика в овлажняването на територията обуславя неравномерното развитие на съвременното заледяване. Най-ниско (300 – 400 m) снежната граница е разположена по тихоокеанските склонове на планините в Южна Аляска, като на места тя се спуска до океана. По северните склонове на Чугачките планини и масива Свети Илия снежната граница е на височина 1800 – 1900 m, на Аляския хребет – от 1350 – 1500 m (по южния склон) до 2250 – 2400 m (по северния склон). Тук площта на съвременното заледяване достига 52 000 km². В хребета Брукс и в планината Маккензи заледяването е развито само по най-високите върхове. На юг снежната граница се изкачва до 1500 – 1800 m в Бреговия хребет и до 2250 m – в Колумбийските планини на Канада. В резултат площите със заледяване във вътрешността на Аляска и в Канадските Кордилери съставляват общо около 15 000 km². На територията на САЩ снежната граница се издига до 2500 – 3000 m в Каскадните и Скалистите планини, до 4000 m – в Сиера Невада, до 4500 m и повече – в Мексико. Площта на съвременното заледяване в САЩ се оценява на 500 – 600 km², а в Мексико – 11 km². В САК са представени всичките основни типове ледници: обширни ледени полета и шапки, морски ледници (ледника Депонт в Бреговия хребет), предпланински ледници (или подножни ледници) (Маласпина), долинни ледници (Хабард, дължина 145 km в Бреговия хребет), карови и къси висящи ледници, изчезващи (в Сиера Невада). По вулканските върхове се формират звездообразни ледници, с излизащи от тях надолу по склоновете многочислени ледени потоци (на вулкана Рейнир има над 40 такива потока).

## Води
В пределите на САК се намират изворите на много от най-големите речни системи на континента: Юкон, Пийс – Маккензи, Саскачеван – Нелсън, Мисури – Мисисипи, Колорадо, Колумбия, Фрейзър. Тъй като основният вододел се явява източният пояс от планини, то повечето валежи, падащи в пределите на САК, се стичат на запад, в Тихия океан. Северно от 45 – 50° с.ш. по Тихоокеанското крайбрежие подхранването на реките е предимно снежно с ясно изразено пролетно пълноводие. На юг преобладава дъждовното подхранване със зимен максимум по Тихоокеанското крайбрежие и пролетно-лятно – във вътрешните райони. В южните части на САК значителни територии нямат отток към океана и се напояват предимно от кратковременни водни течения, завършващи в безотточни солени езера (най-голямо – Голямо солено езеро. На север са разположени многочислени сладководни езера с ледниково-тектонски и преграден произход (Атлин, Кутеней, Оканоган и др.). Най-пълноводните планински реки, имащи голяма денивелация, притежават огромен хидроенергиен потенциал и широко се използват за производство на електроенергия и напояване. На река Колумбия са набелязани ад 10 участъка, удобни за изграждане на ВЕЦ и част от тях вече се използват (Гранд Кули, Те Далс и др.).

## Природни райони
Вследствие на значителната височина по цялото протежение на САК отчетливо е изразена височинната зоналност на природните ландшафти. Заедно с това простирането на планинските хребети в направление, перпендикулярно на основния поток от влажни въздушни маси, обуславят съществените различия между ландшафтите на крайбрежните (тихоокенски) и вътрешните части на САК. Най-големите различия в ландшафтите са свързани със самото разположение на планинската система, с прехода от субарктичен, през умерен, субтропичен и тропичен климат. Въз основа на всичко това в САК се формират 4 основни природни района: Северозападен, Канадски Кордилери, Американски Кордилери и Мексикански Кордилери.

### Северозападни Кордилери
Северозападните Кордилери, или Кордилери на Аляска, обхващат голяма част от щата Аляска и лежащото в Северозападна Канада плато Юкон. На юг преобладават високопланинските хребети с мощни ледници, а останалите части са заети предимно от плата и платовидни области. Климатът е субарктичен, по южното крайбрежие – умерен. С изключение на крайбрежието на залива Аляска, навсякъде е развита вечно замръзналата почва. Спектърът от височинни пояси е представен от редки гори (лесотундра) по долините на реките и планинска тундра по високите плата. По западното крайбрежие са развити субарктически пасища, а по южните тихоокеански склонове на планините – пояси от високостволови иглолистни гори и туя (т.н. брегова гора) и субалпийски редки гори, сменящи се по върховете от алпийски пасища и ледници. В тундрата обитават северни елени, полярни лисици, полярни зайци, леминги, а в горите – лос, мечка гризли, вълк, лисица и други хищници. Има много видове птици. Основната маса от населението и градовете е съсредоточена по южното крайбрежие.

### Канадски Кордилери
Канадските Кордилери са най-тясната част на САК, включващи югоизточното крайбрежие на Аляска и частично навлизащи на територията на САЩ до 44° с.ш. В релефа преобладават високопланинските хребети с широко развитие на древни ледникови форми и съвременно заледяване. Климатът е умерен, от влажен на запад до сух на изток. Спектърът на вертикалните пояси включва степи по дъната на междупланинските долини, иглолистна лесостеп по високите плата, планински иглолистни гори от ела, смърч, червен кедър и балсамов бор по склоновете, където са развити подзолисти кафяви горски и планинско-горски почви, субалпийски иглолистни редки гори и алпийски пасища върху планинско-ливадни и скелетни почви по най-високите части. Тихоокеанските склонове са заети от високостволови гори от дъгласки и ситхински смърч и туя, навлизащи от южните райони на Аляска. В планинските гори обитават множество видове животни: северен елен уапити, американски лос, карибу, мечка гризли, вълк, лисица, росомаха, рис, пума, планински овен. Животните с ценна кожа са представени от златка, хемелин, норка, нутрия, ондатра. Населението е съсредоточено предимно на юг, в приморските градове (Ванкувър и др.). Степните земи по долините са земеделски усвоени, а лесостепните плата се използват за пасища.

### Американски Кордилери
Кордилерите на САЩ, или Южни Кордилери, съответстват на най-широката част на САК и притежават големи и разнообразни природни условия. Високите планински хребети, покрити със снежници и ледници непосредствено съседстват с обширни безотточни пустинни плата. Климатът е субтропичен, по крайбрежието средиземноморски, а във вътрешните райони сух. По склоновете на високите хребети (Преден, Сиера Невада) са развити пояси от планински иглолистни гори (американски смърч, лиственица), иглолистни субалпийски редки гори и алпийски пасища. Ниските Брегови планини са покрити с планински борови гори, участъци заети от реликтови гори от секвоя и вечнозелени твърдолистни храсти (чапарал). Западните склонове на тези части от САК са богати на горски ресурси, въпреки че през 19-ти и 20-ти век голяма част от горите са изсечени или унищожени от горски пожари и техните площи значително са се съкратили. Особено са пострадали ситхинският и дъглаският смърч, които са се съхранили предимно по тихоокеанското крайбрежие. Обширни пространства от вътрешните плата са заети от пелинови и храстови полупустини и пустини, а ниските хребети – от борови и борово-хвойнови редки гори. В усвоените от човека райони едрите животни са или унищожени, или са на границата на изчезването. Почни напълно са унищожени бизоните и вилорогата антилопа. Богатият в миналото животински свят е запазен само в природните и националните паркове (Йелоустоунски, Йосемитски и др.). В полупустинните райони са разпространени предимно гризачи, змии, гущери, скорпиони. Населението е концентрирано предимно по Тихоокеанското крайбрежие, където са разположени най-големите градове. По долините на реките големи участъци се напояват и се използват за отглеждане на субтропични култури. Субтропичните редки гори и храсти на пустините се използват като зимни пасища.

### Мексикански Кордилери
Мексиканските Кордилери включват Мексиканската планинска земя и полуостров Калифорния. В релефа преобладават високите плата и планински земи, на места силно разчленени (Западна Сиера Мадре). Много характерна е високата сеизмичност. Климатът е тропичен, предимно сух. На наветрените склонове са развити ниски бодливи гори (в подножията) и листопадни тропични гори (по високите части). Във вътрешните части са разпространени храстови креозотови и високопланински сукулентни пустини, кактусово-акациеви савани и планински иглолистно-твърдолистни гори. В пустините и полупустините обитават пума, вилорога антилопа, степен вълк (койот), много зайци, полевки и други гризачи, а в горите – черна мечка, рис и други хищници. В тропическите гори се срещат маймуни, тапири, ягуари. Голяма част от населението е съсредоточено на платото Централна Меса, където са разположени и най-големите мексикански градове и по крайбрежието на Мексиканския залив. Значителни земеделски масиви на юг се използват за отглеждане на тропически и зърнени култури.